# Деназе
Деназе (фр. Denazé) насеље је и општина у западној Француској у региону Лоара, у департману Мајен која припада префектури Шато Гонтје.
По подацима из 2011. године у општини је живело 155 становника, а густина насељености је износила 16,67 становника/km². Општина се простире на површини од 9,3 km². Налази се на средњој надморској висини од 150 метара (максималној 104 m, а минималној 52 m).

## Демографија
| 1962. | 1968. | 1975. | 1982. | 1990. | 1999. | 2011. |
| ----- | ----- | ----- | ----- | ----- | ----- | ----- |
| 232   | 242   | 217   | 195   | 153   | 148   | 155   |

График промене броја становника у току последњих година